# 파리 메트로 14호선

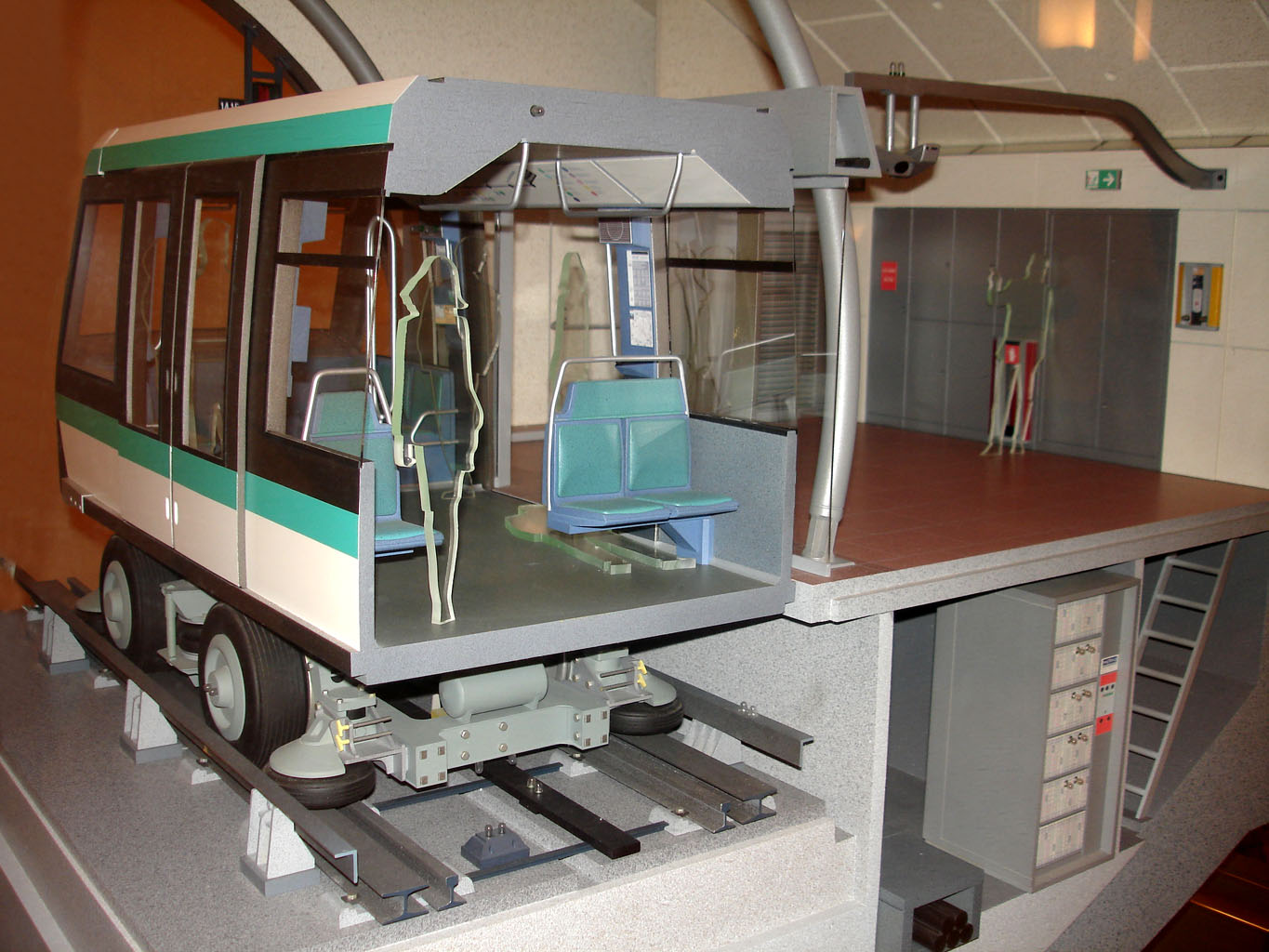
14호선의 역, 열차의 절단모형.

파리 메트로 14호선(Ligne 14 du Métro de Paris)은 파리교통공단(RATP)이 운영하는 파리 메트로의 노선으로, 파리 남부의 오를리 공항(Aéroport d'Orly)역에서 북부의 생드니-플레옐(Saint-Denis Pleyel)역에 이르는 전장 27.8km의 노선이다. 자동화된 무인운전이 실시되고 있는 노선이며, 그를 위해 모든 역에 스크린도어가 설치되어 있다. 노선색은 보라색이다.
아울러, 현재의 13호선의 앵발리드 이남구간이 독립된 노선으로써 14호선이었던 시기가 있다. 이 14호선은 1976년에 13호선의 생라자르∼앵발리드 구간이 개통하면서 13호선과 이어져 13호선에 편입되었다. (구)14호선에 대하여는 13호선의 기사를 참조하라.

## 노선 정보
- 총연장 : 27.8km
- 궤간 : 1435mm
- 역수 : 21
  - 역간 평균거리 : 1388m
- 복선 구간 : 전 구간(우측통행)
- 전철 구간 : 전 구간(제3궤조 방식, 직류750V)

## 연혁
- 1993년 7월 : 착공
- 1998년 10월 15일 : 마들렌∼프랑수아 미테랑 도서관간 개통.
- 2003년 12월 16일 : 생라자르∼마들렌간 연장개통.
- 2007년 6월 26일 : 프랑수아 미테랑 도서관∼올랭피아드간 연장개통.
- 2020년 12월 14일 : 생라자르∼메리 드 생투앙간 연장 개통.
- 2024년 6월 24일 : 메리 드 생투앙∼생드니-플레옐 / 올랭피아드∼오를리 공항간 연장 개통.

## 역사
14호선은 1935년의 11호선 이후 60년 이상의 공백을 두고 개통된 노선이다. 1987년의 계획 발표 시에는 Météor, 또는 METEOR(METro Est-Ouest Rapide, 번역하면 '동서고속메트로'가 되며 유성이라는 뜻도 있다)라는 코드명으로 불렸다. 이 노선의 목적은 크게 두 가지였다.
- 시가를 동서로 횡단하는 1호선과 RER A선의 혼잡완화.
- 메트로의 공백지구였던 13구 남부 지역을 도심과 직결.

첫 번째 이유로 인해 14호선은 특히 도심 지역에서 역간 거리가 길게 지어졌다. 실제로도 샤틀레∼파리 리옹역간은 역간 거리가 2784m로 파리 메트로 최장이다. 반면 병행하는 1호선은 동 구간에 3개의 중간역이 있다.
2003년에 개통한 생라자르∼마들렌간은 단 한 구간으로 거리도 500여m에 지나지 않으나, 파리에서도 가장 혼잡한 곳이라는 지상의 사정과, 이미 여러 메트로 노선이 지나가고 있다는 지하의 사정이 작용하여 해당 구간의 공사에 5년에 가까운 시간을 소비하게 만들었다.
이어 2007년에 개통한 프랑수아 미테랑 도서관∼올랭피아드간은 본디 2006년 개통 예정이었으나 공사중 지반이 붕괴되는 사고가 일어나 추가적인 안전대책 수립의 관계로 개통이 늦어졌다.
생라자르에서 북쪽으로는 La Fourche역까지 연장되며, 2012년 개통 예정이었다. La Fourche에서는 13호선이 두 방면으로 분기되는데, 그 중 한쪽을 14호선으로 편입할 계획이었다. 어느 쪽을 14호선으로 편입할지는 아직 결정되지 않았으나 Asnières-Gennevilliers 방면 지선이 유력하였다. 이는 해당 지선이 Saint-Denis 방면 본선에 비해 거리가 짧아 고무타이어 궤도화에 비용이 적게 든다는 경제적 이유와, Saint-Denis 방면에서는 RER B호선, D호선을 이용하여 샤틀레로 바로 진입할 수 있으나, Asnières-Gennevilliers 방면에서는 샤틀레로 직결되지 않다는 이유 때문이다. 하지만 일드프랑스 교통 협회(STIF)의 연구에 따르면 13호선의 열차 운행을 중단하지 않고 고무타이어 궤도로 개조하는 동시에 승강장을 연장하는 공사를 시행하는 것은 매우 어렵고 상당한 비용이 드는 일이라고 판단되었다. 이후 2009년 니콜라 사르코지 대통령이 발표하고 수도권 개발을 담당하는 국무장관 크리스티안 블랑이 구상한 14호선 연장 계획은 그랑 파리(Grand Paris) 프로젝트의 일환으로 일차적으로 생드니(플레옐)까지 연장하는 것으로 발표되었으며 여러 차례의 공개 토론 끝에 14호선을 생라자르(Saint-Lazare)역에서부터 메리 드 생투앙(Mairie de Saint-Ouen)역까지 독립적으로 연장하기로 결정하였다. 해당 구간은 2014년 공사가 시작되었고 2020년 12월에 개통하였다.
2015년 Mairie de Saint-Ouen역에서 생드니 플레옐(Saint-Denis Pleyel)역까지 14호선을 연장하려는 계획이 공익 사업으로 선언되었다. 해당 구간은 2020년 공사가 시작되어 2024년 6월 개통하였다.
올랭피아드역에서는 7호선이 분기하는 Maison Blanche역까지의 연장을 계획하였다. 최초의 계획에서는 Cité universitaire로 연장하여 RER B호선에 접속하는 것으로 되어 있으나, 일드프랑스 지방이 7호선의 Villejuif 방면 지선을 14호선으로 편입하는 것을 희망하여 변경되었다. 이후 Villejuif에서 오를리 공항까지 연장하는 계획도 제안되었으나, Villejuif에서 Orly를 경유하여 Athis-Mons까지를 잇는 노면전차가 확정되면서 폐기되었다. 그러나 2009년 4월 29일, 파리를 중심으로 8자 모양의 도시 철도망을 만드는 Réseau primaire 계획이 확정되면서 다시 구체화되었다. 노선의 경로 선정에 대한 공개 토론 끝에 2011년 5월 그랑 파리 협회(Société du Grand Paris) 이사회는 14호선을 올랭피아드(Olympiades)역에서부터 오를리 공항(Aéroport d'Orly)역까지 연장하기로 결정하였다. 2016년 공익 사업으로 선언되었으며, 해당 구간은 2024년 6월에 개통하였다.

## 차량
고무타이어 장비 차량 중 최신형으로, 자동운전 대응인 MP 89형의 CA(Conduite Automatique)타입이 운행되고 있다(MP 89는 이외에 승무원이 운전하는 CC-Conduite Conducteur-타입이 있다). 14호선의 MP 89 CA형은 Tc-M-M-M-M-Tc의 6량 편성이다.
기지는 올랭피아드역 서쪽에 있는 톨비약-나시오날(Tolbiac-Nationale) 기지가 사용되고 있으며, 중검수는 1호선의 퐁트네(Fontenay) 기지에서 이뤄진다.

## 자동운전
14호선은 SAEL(Système automatique d'exploitation des trains)이라는 시스템에 의해 제어되고 있다. 이 시스템은 자동운전의 열차와 수동운전의 열차가 혼재 가능하다는 것이 큰 특징이다. 또한 역의 승강장에 간단히 유치시키는 것도 가능하여, 14호선은 유치선이 상대적으로 적다.
SAEL의 차상 시스템은 DIGISAFE라고 하는데, 3개의 MC68020 CPU를 기반으로 MRTK(Matra Real Time Kernel)이라 불리는 전용 소프트웨어로 작동된다. 한편 중앙의 관제 시스템은 DEC 알파 기반의 OpenVMS로 구동된다.
자동운전의 도입으로 지연 또는 혼잡시 임시열차를 운행시키기가 쉬워졌고, 모든 역에 스크린도어가 설치되어 있는 것 또한 역으로의 진입속도를 높일 수 있게 했다. 이는 운행시격을 1분 30초까지 줄일 수 있게 한 외에 표정속도의 향상으로도 이어졌다.
RATP는 차후로 자동운전 시스템을 타 노선으로 확대시킬 계획으로, 먼저 1호선을 2010년까지 자동화시킬 예정이다. 또, 2, 3, 5, 9, 12, 13호선은 2020년까지 단계적으로 승무원이 승무하는 자동운전을 실시할 예정이다.

## 노선도 및 정거장

파리 메트로 14호선 노선도

### 역 목록
|  |   |  | 역명(한국어)           | 역명(불어)                       | 좌표                                                                             | 소재지             | 연결 노선 |
|  | - |  | ---------------------- | -------------------------------- | -------------------------------------------------------------------------------- | ------------------ | --- |
|  | ■ |  | 생라자르               | Saint-Lazare                     | 북위 48° 52′ 32″ 동경 2° 19′ 34″ / 북위 48.8755778691635° 동경 2.326185658552°   | 파리 8구           | TER 오트노르망디 인테르시테 노르망디 |
|  | • |  | 마들렌                 | Madeleine                        | 북위 48° 52′ 12″ 동경 2° 19′ 31″ / 북위 48.8700643517776° 동경 2.32516370025939° | 파리 8구           | 파리 메트로 · 파리 메트로 Line 8호선 · 파리 메트로 Line 12호선                                                                                               |
|  | • |  | 피라미드               | Pyramides                        | 북위 48° 52′ 01″ 동경 2° 20′ 01″ / 북위 48.8669463020695° 동경 2.33366506577888° | 파리 1구           | 파리 메트로 · 파리 메트로 Line 7호선 |
|  | • |  | 샤틀레                 | Châtelet                         | 북위 48° 51′ 31″ 동경 2° 20′ 50″ / 북위 48.8585195224421° 동경 2.34711940104793° | 파리 1구, 파리 4구 | 파리 메트로 · 파리 메트로 Line 1호선 · 파리 메트로 Line 4호선 · 파리 메트로 Line 7호선 · 파리 메트로 Line 11호선 · 파리 메트로 · RER A선 · RER B선 · RER D선 |
|  | • |  | 파리 리옹역            | Gare de Lyon                     | 북위 48° 50′ 41″ 동경 2° 22′ 27″ / 북위 48.8447045450658° 동경 2.37406590751466° | 파리 12구          | Thello TER 부르고뉴 TGV TGV 리리아 |
|  | • |  | 베르시                 | Bercy                            | 북위 48° 50′ 26″ 동경 2° 22′ 46″ / 북위 48.8404280893475° 동경 2.37958296880394° | 파리 12구          | TER 부르고뉴 인테르시테 그랑 바생 파리지앵 쉬드 인테르시테                                                                                                   |
|  | • |  | 쿠르 생테밀리옹        | Cour Saint-Émilion               | 북위 48° 50′ 01″ 동경 2° 23′ 15″ / 북위 48.8334843071503° 동경 2.38761298844824° | 파리 12구          | |
|  | • |  | 프랑수아 미테랑 도서관 | Bibliothèque François-Mitterrand | 북위 48° 49′ 47″ 동경 2° 22′ 34″ / 북위 48.8296059726948° 동경 2.3760926116913°  | 파리 13구          | (à distance) |
|  | ■ |  | 올랭피아드             | Olympiades                       | 북위 48° 49′ 37″ 동경 2° 22′ 02″ / 북위 48.8268582996999° 동경 2.36729701204889° | 파리 13구          | |

(굵은 글씨의 역은 특정 통행의 시종착역으로 사용된다.)

## 역 상세 정보

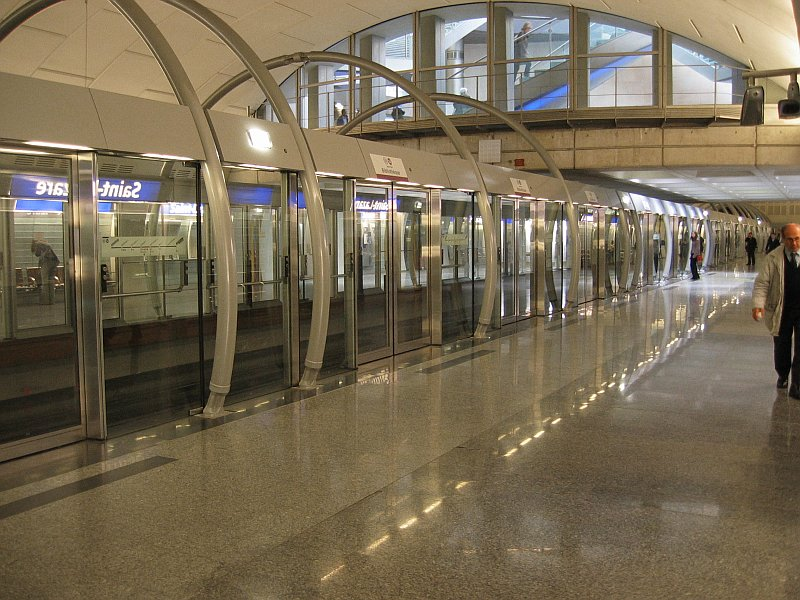
생라자르역의 스크린도어

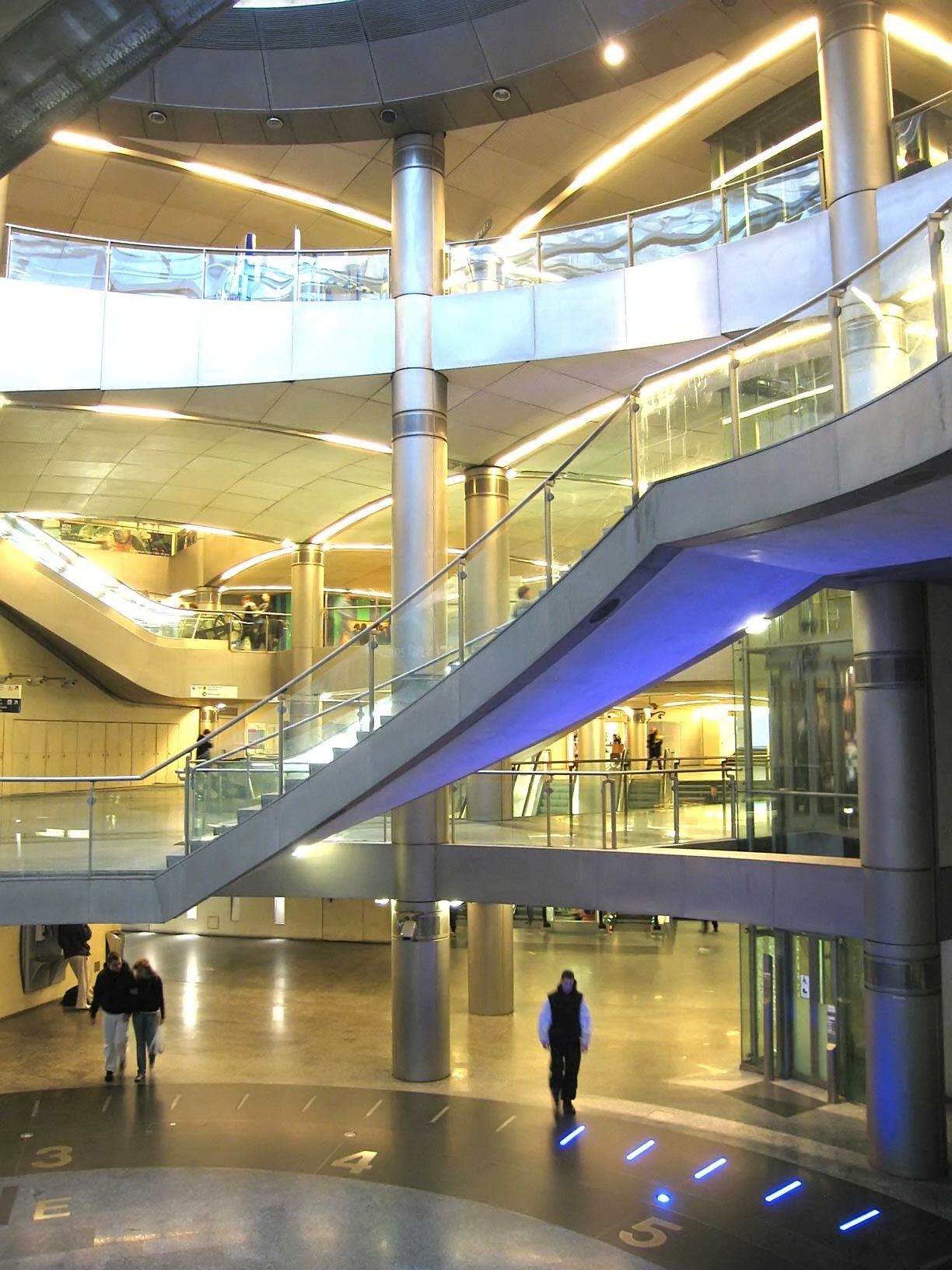
생라자르역 환승통로

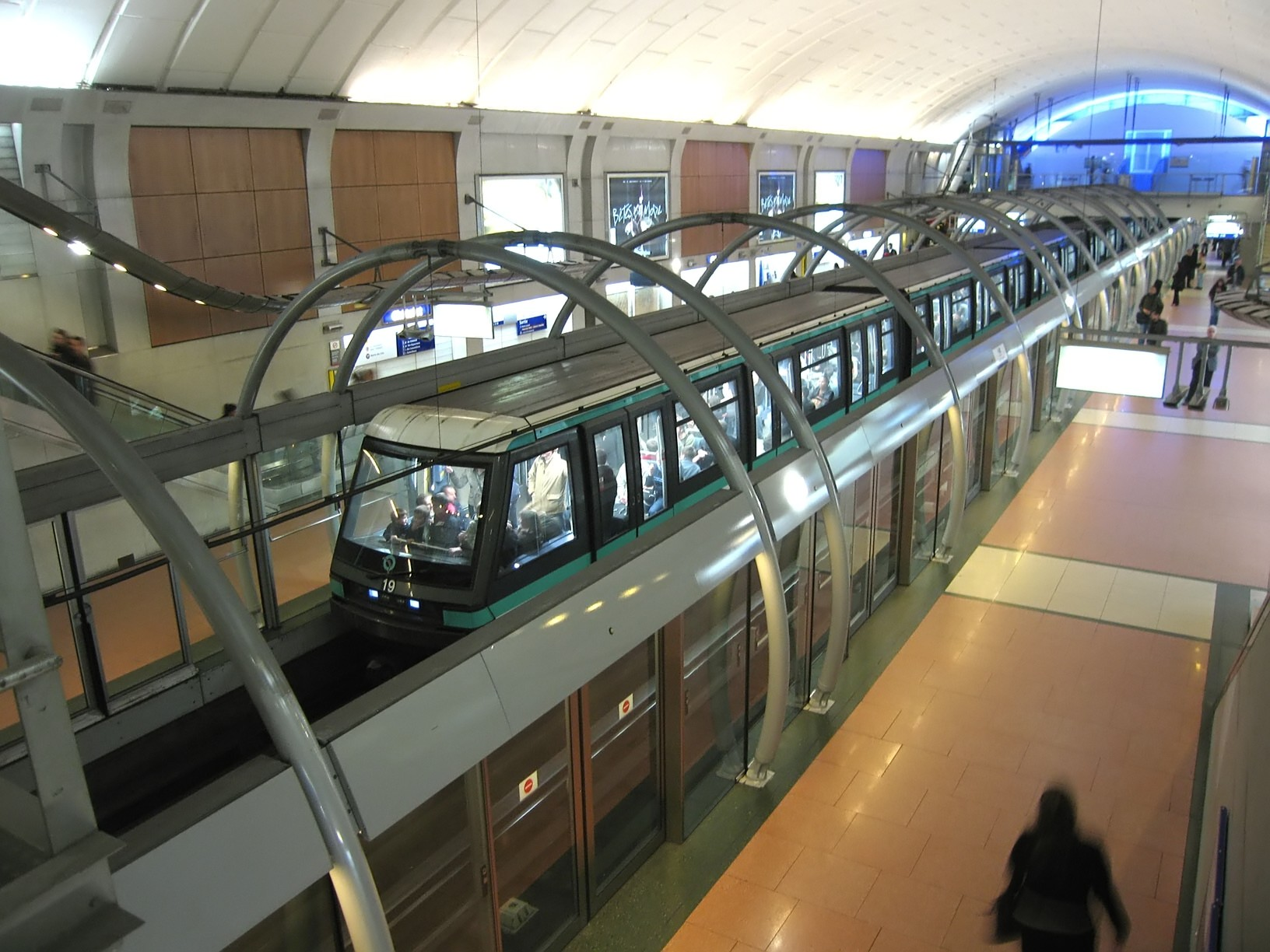
샤틀레역 14호선 승강장.

- 생라자르(Saint-Lazare)
  - 접속 노선 :  ■3호선, ■12호선, ■13호선
  - RER E호선의 Haussmann-생라자르역, 메트로 9호선의 Saint-Augustin역과 연결되어 있어 환승 가능.

샤틀레역의 각 노선의 위치관계도

- 마들렌(Madeleine)
  - 접속 노선 :  ■8호선, ■12호선
- 피라미드(Pyramides)
  - 접속 노선 :  ■7호선

- 샤틀레(Châtelet)
- 접속 노선 :  ■1호선, ■4호선, ■7호선, ■11호선
- 파리 메트로의 일대 중심역. RER A호선, B호선, D호선의 Châtelet-Les Halles역과 연결되어 있어 환승 가능. 동 역에서 가장 깊은 곳에 승강장이 있다.

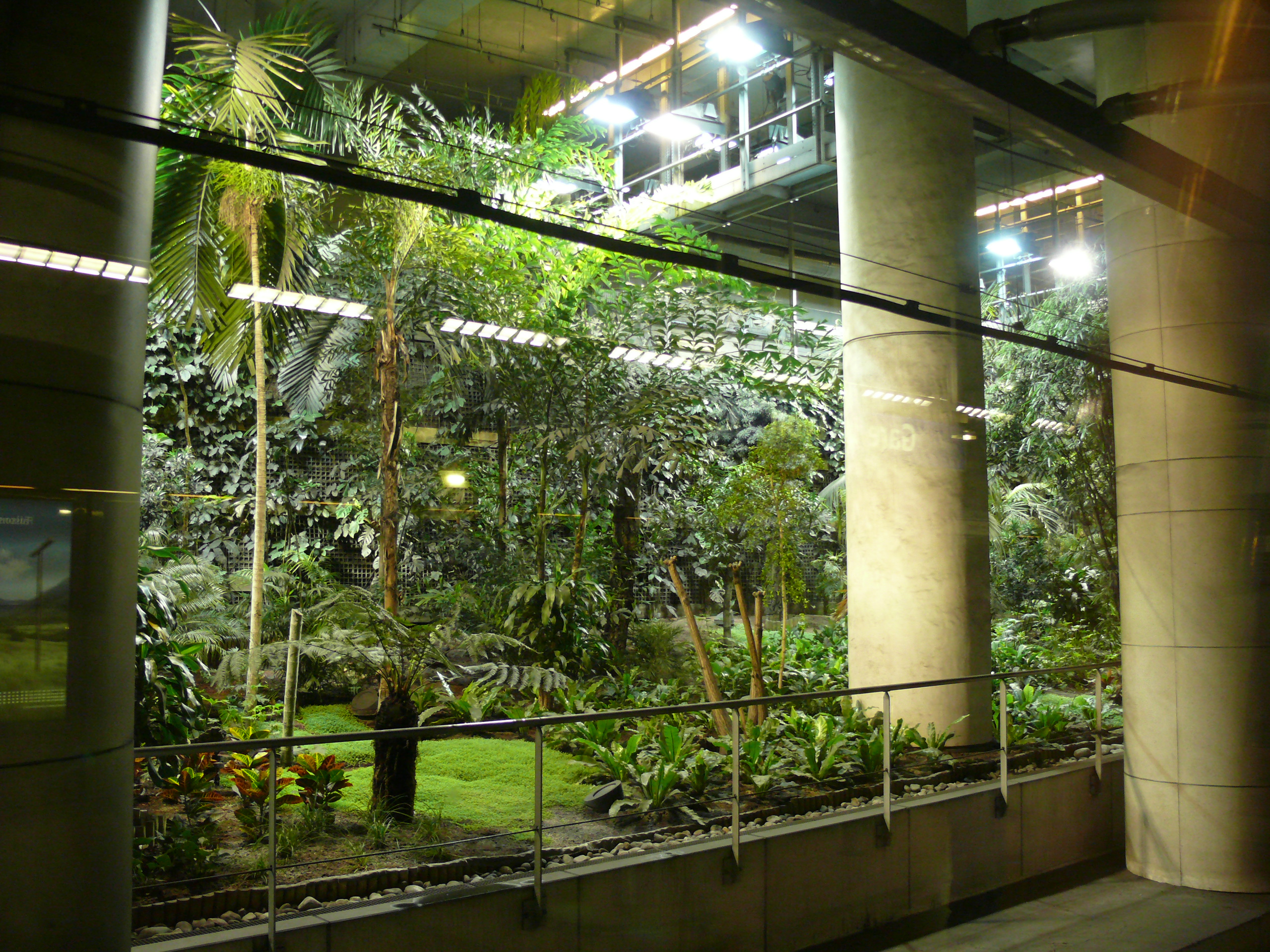
파리 리옹역역 구내의 정원.

- 파리 리옹역(Gare de Lyon)
  - 접속 노선 :  ■1호선,  ■A호선, ■D호선
  - RATP 본사가 근처에 있다. 샤틀레∼파리 리옹역간은 역간 거리가 2784m로 파리 메트로에서 가장 길다.
- 베르시(Bercy)
  - 접속 노선 :  ■6호선
  - 이 역 북쪽으로 6호선과의 연결선이 분기한다. 이는 14호선의 다른 노선과의 유일한 연결선이다.
- 쿠르 생테밀리옹(Cour Saint-Émilion)
  - 인근의 베르씨 기차역에 프랑스 각지에서 포도주가 실려와 집하되던 것에 유래하여 유명한 포도주 산지인 Saint-Émilion의 이름을 따서 이름붙여졌다.
- 프랑수아 미테랑 도서관(Bibliothèque François Mitterrand)
  - 접속 노선 :  ■C호선
- 올랭피아드(Olympiades)
  - 프랑수아 미테랑 도서관∼올랭피아드 구간이 개통될 때까지 임시적으로 차량 기지로 사용되었다.

## 같이 보기
- 파리 (프랑스)
- 지하철 목록

## 참고 문헌
- Jean Tricoire, Un Siècle de Métro en 14 Lignes: De Bienvenüe à Météor, 제3판, La Vie du Rail, 2004년, ISBN 2-915034-32-X.